# Skaanes Overgang fra Danmark til Sverige

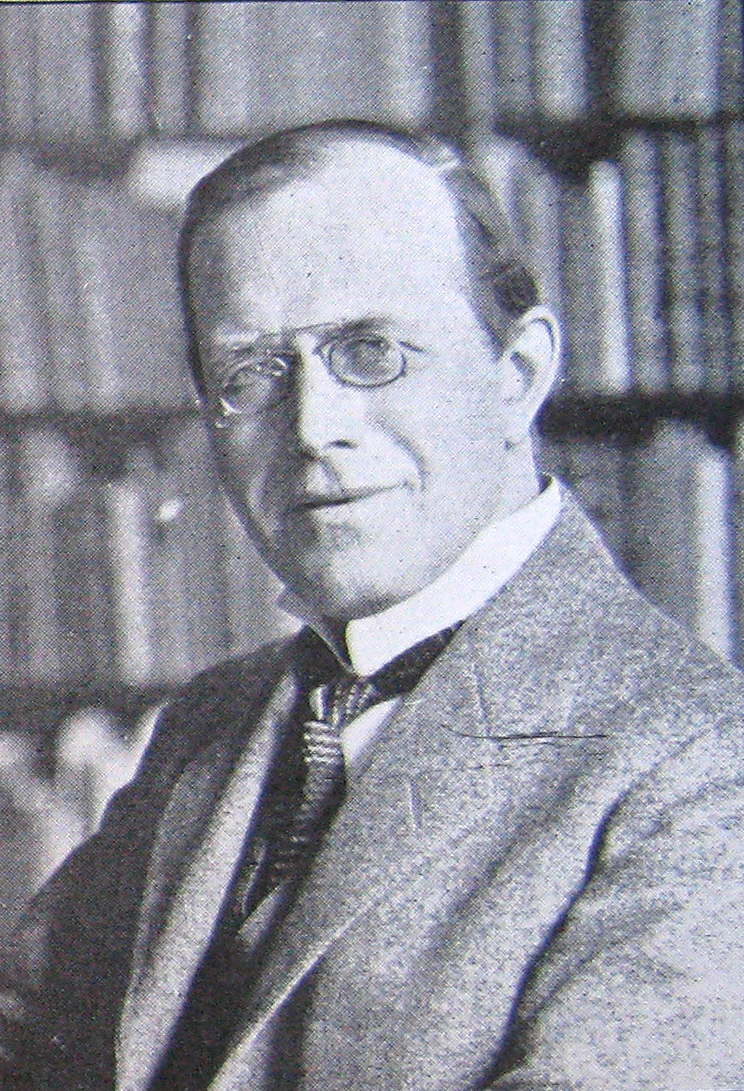
Professor Knud Fabricius

Skaanes Overgang fra Danmark til Sverige med underrubriken: Studier over nationalitetsskiftet i de skaanske landskaber i de nærmeste slægtled efter Brømsebro- og Roskildefredene (1906–1958) i fyra band, av professor Knud Fabricius anses vara standardverket inom ämnet, och Knud Fabricius livsverk. Han påbörjade det som ung historiker och avslutade det efter pensioneringen.